# Schloss Tinz

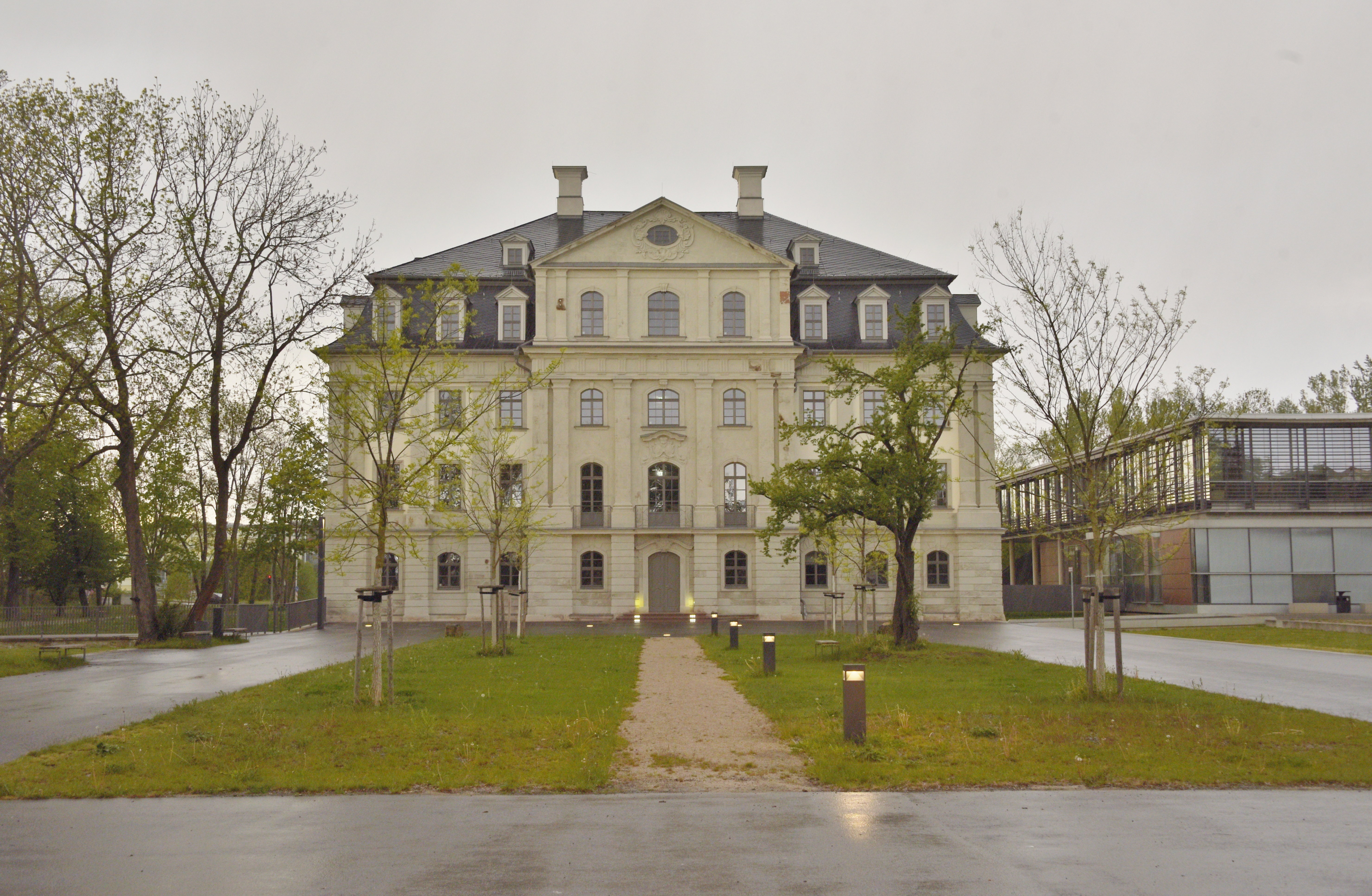
Schloss Tinz (2019)

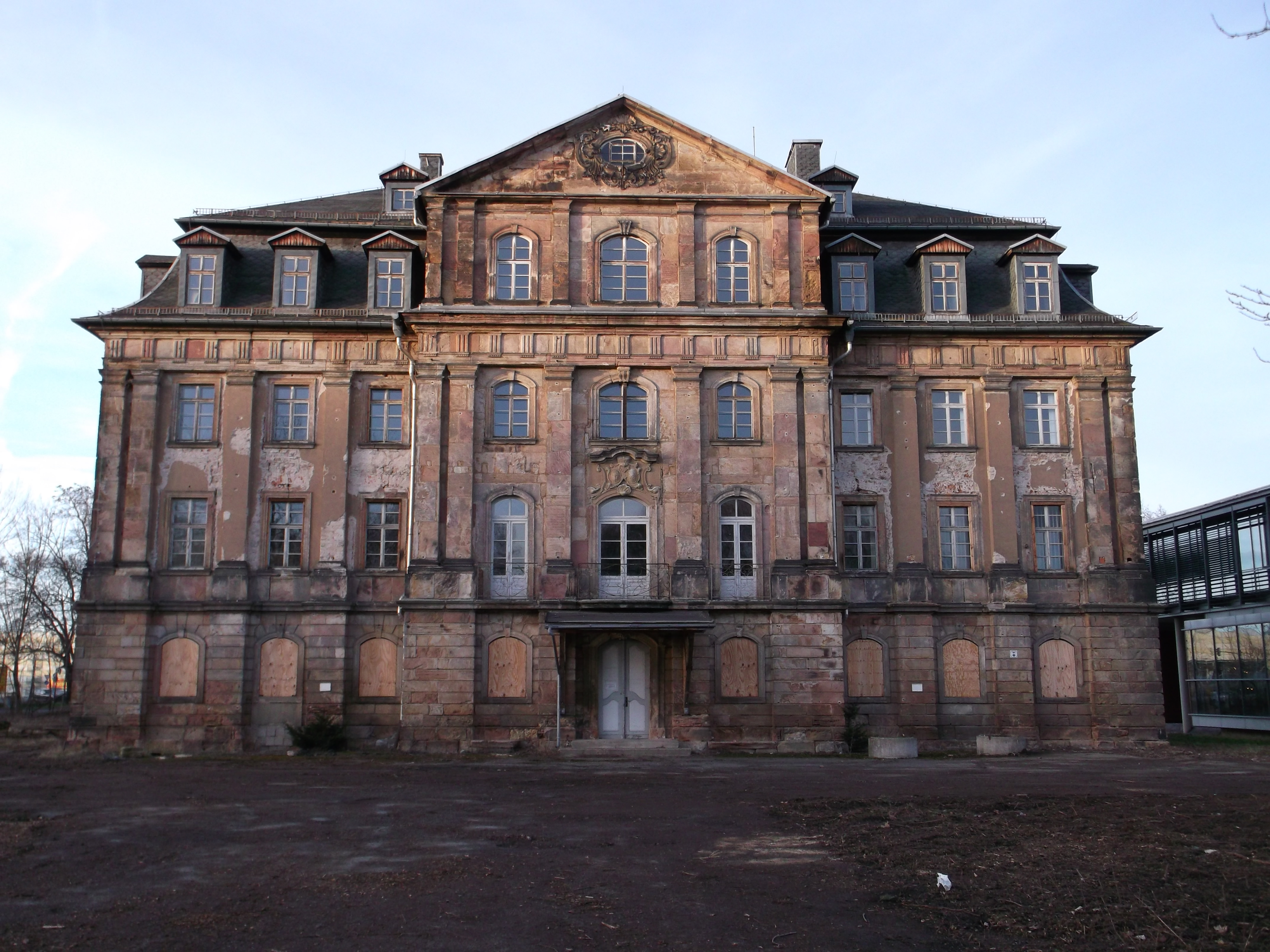
Schloss Tinz vor Beginn der Renovierungsarbeiten (Dezember 2012)

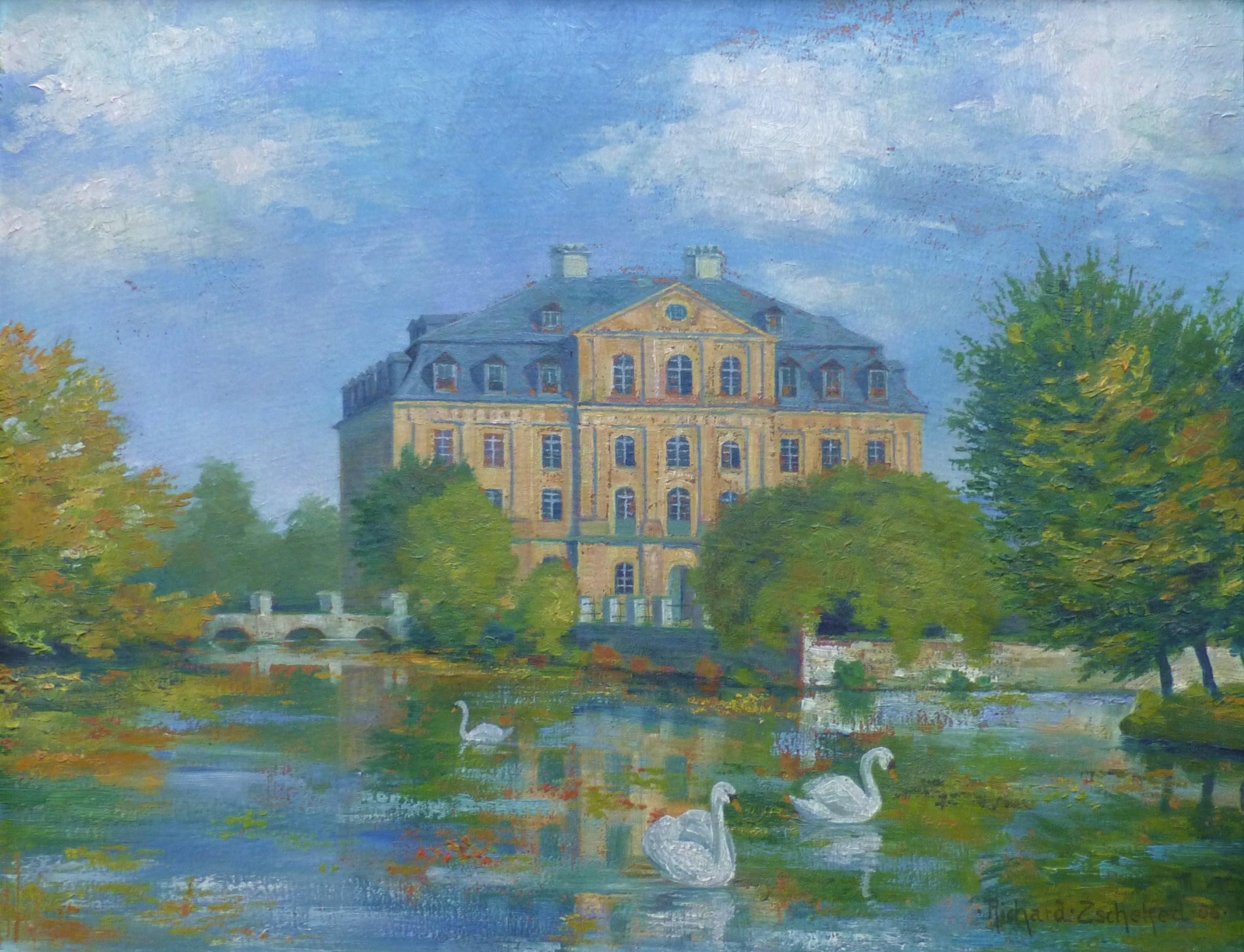
Richard Zscheked (1885–1954): Wasserschloss Tinz, 1906

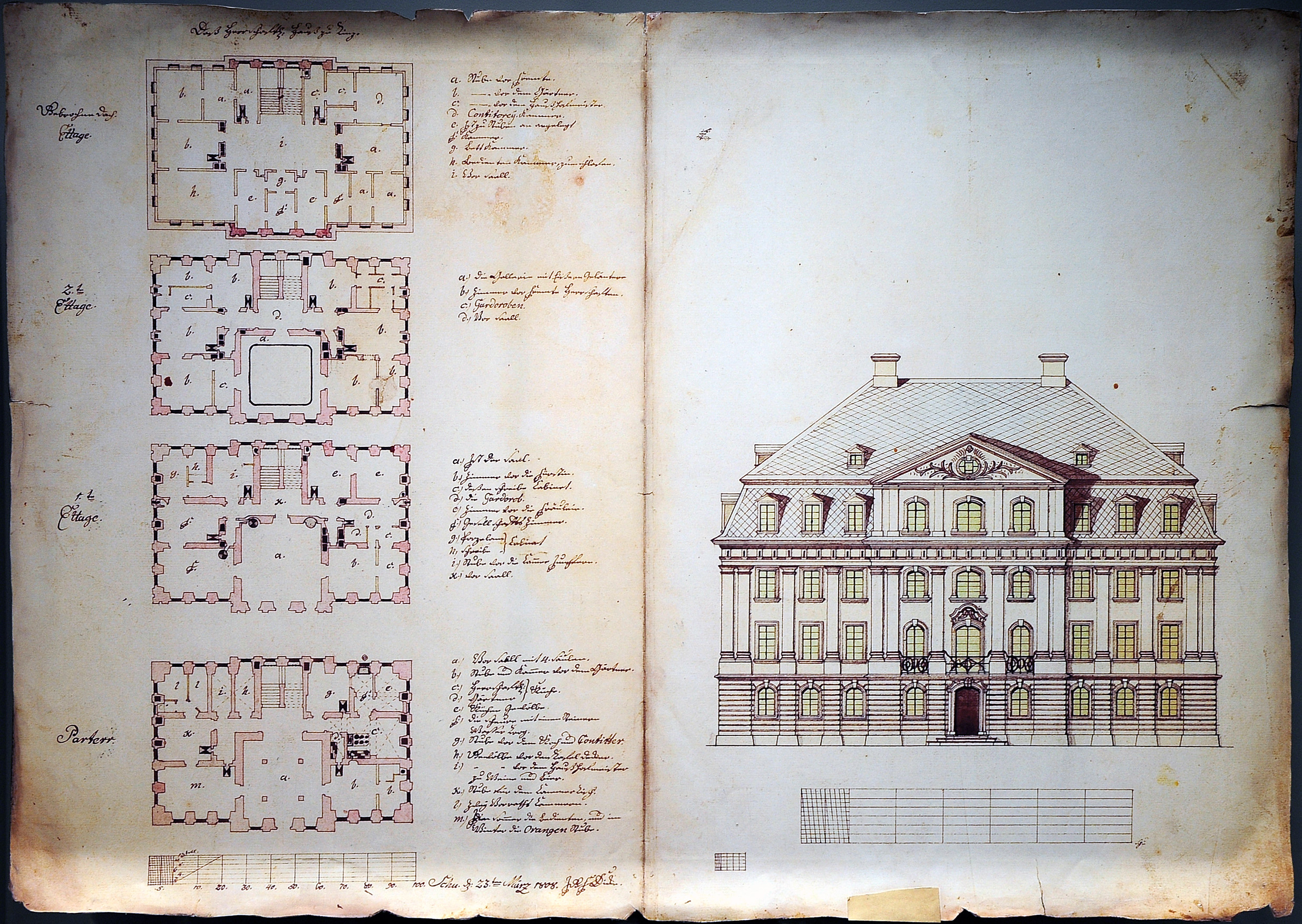
Grundriss des Schlosses Tinz von 1808

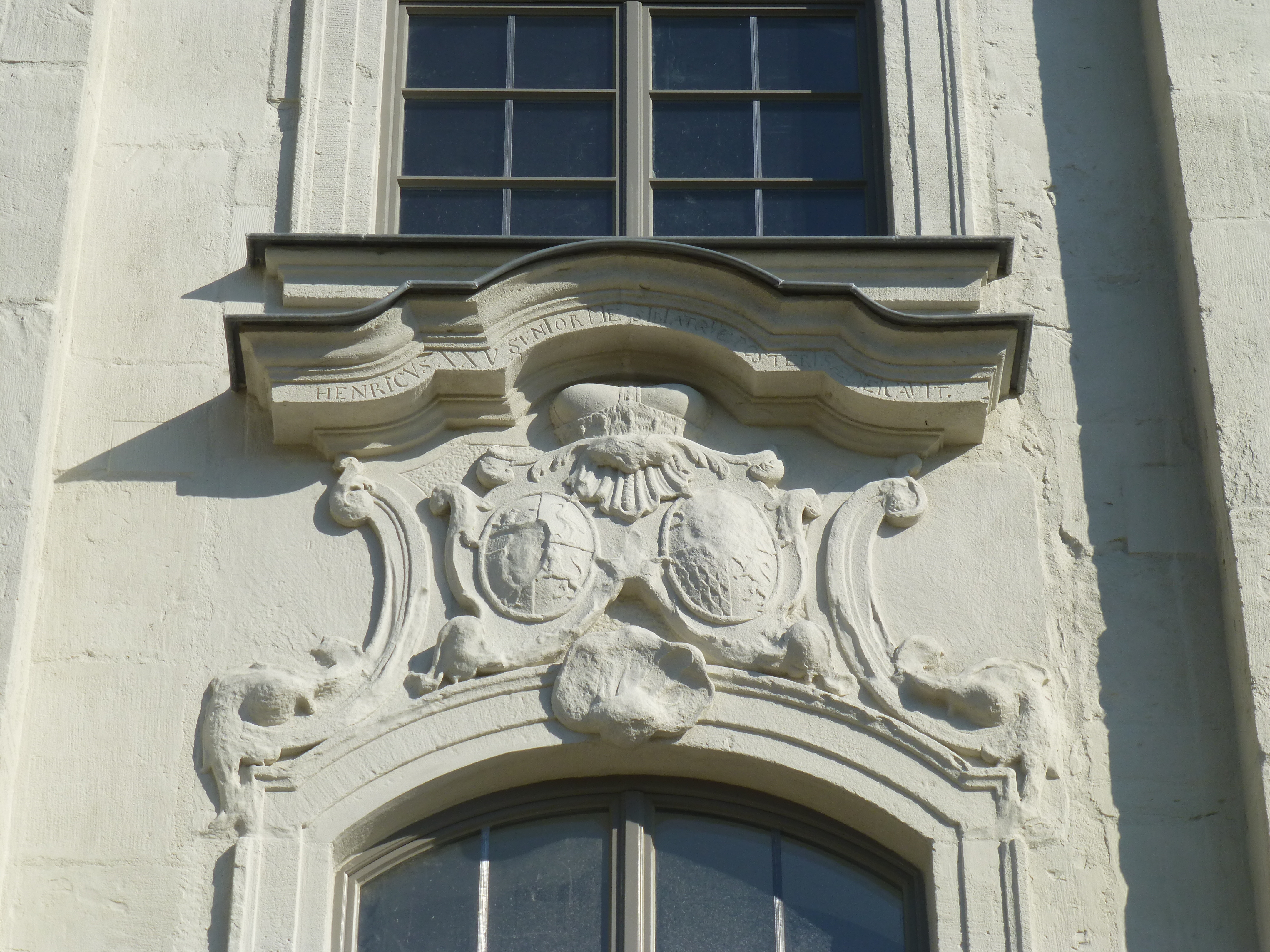
Reußisches und Bayerisches Wappen sowie Inschrift über Erbauer Heinrich XXV. an der Südfassade von Schloss Tinz

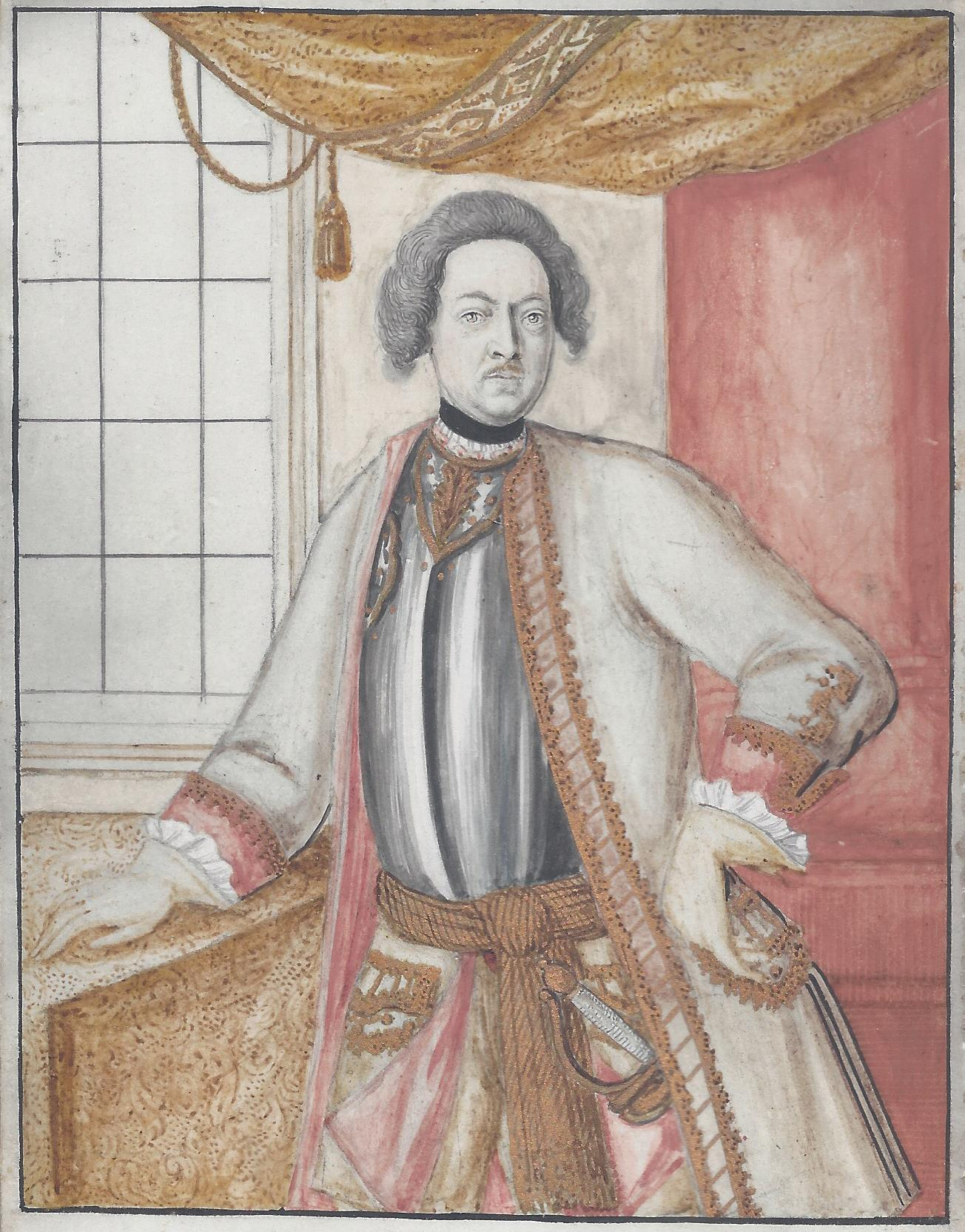
Miniaturporträt des Bauherrn Heinrich XXV. Graf Reuß zu Gera, 1726.

Das Schloss Tinz ist ein in den Jahren 1745 bis 1748 im Stil des Barock erbautes Schloss im Geraer Stadtteil Tinz.

## Geschichte
Die Grundsteinlegung für das Tinzer Schloss erfolgte im Jahr 1745 an der Stelle einer mittelalterlichen Wasserburg oder eines zum Kammergut Tinz zugehörigen Herrenhauses. Mit der Planung und Bauleitung der Lust- und Sommerresidenz des Hauses Reuß jüngerer Linie wurde Gerhard Hoffmann (in der Literatur auch vielfach als Gerardo Hoffmann erwähnt) beauftragt.
Der Erbauer Graf Heinrich XXV. Reuß-Gera (1681–1748) starb vor Fertigstellung des Schlossneubaus 1748. Sein Sohn, Graf Heinrich XXX. und zugleich letzter Herrscher des Hauses Reuß zu Gera, ließ ab 1750 westlich der Barockresidenz eine weiträumige Parkanlage mit ausgedehnten Wasserflächen, Gartenquartieren und einer Eremitage anlegen. In der Folgezeit diente es dem reußischen Herrscherhaus als Sommerresidenz und Witwensitz, zuletzt der Pfalzgräfin Luise Christiane von Birkenfeld-Gelnhausen (1748–1829), der Witwe Heinrichs XXX. Nach ihrem Tod 1829 wurde das Schloss Tinz nur noch selten von Angehörigen des reußischen Adelshauses besucht und bewohnt und stattdessen wiederholt militärisch genutzt. Während des Deutsch-Französischen Krieges 1870/1871 diente es der Unterbringung von bis zu 204 französischen Kriegsgefangenen. Zu Beginn des Ersten Weltkrieges wurde das Schloss ab Dezember 1914 als Lazarett und Genesungsheim für deutsche Soldaten genutzt. Nach der Abdankung des Fürstenhauses Reuß durch den Rücktritt von Heinrich XXVII. am 10. November 1918 gingen die beiden noch bestehenden Fürstentümer Reuß älterer Linie und Reuß jüngerer Linie in Freistaaten auf und wurden am 4. April 1919 zum Volksstaat Reuß mit der Hauptstadt Gera vereinigt. In einem Vergleich mit dem letzten regierenden Fürsten wurde das Schloss Tinz, nebst Kammergut, Parkfläche und Fasanerie an den Volksstaat Reuß abgetreten.
Am 8. März 1920 entstand im Schloss auf Initiative von USPD, MSPD, KPD und unter Mitwirkung der Freien Gewerkschaften die sozialistische Heimvolkshochschule Tinz. In fünfmonatigen Kursen sollte politisch engagierten Jungsozialisten eine systematische Bildung mit sozialistischem Welt- und Kulturverständnis geboten werden. Unterrichtet wurde unter anderem in Ökonomie, Gesellschaftslehre, Geschichte der Arbeiterklasse, Arbeitsrecht, Gewerkschaftswesen, Kunst und Literatur. Vor Ort lehrten viele bekannte Vertreter der Arbeiterbildung, unter anderem Alfred Braunthal, Ernst Fraenkel, Georg Engelbert Graf, Karl Korsch, Anna Siemsen und Otto Suhr. Nach der Machtübernahme der Nationalsozialisten wurde die Heimvolkshochschule im März 1933 geschlossen. Bis dahin hatten ca. 1.350 Frauen und Männer an den angebotenen Kursen teilgenommen.
Nach 1933 diente es den Nationalsozialisten als Reichsarbeitsdienstlager 4-231, während des Zweiten Weltkrieges als Lehrerinnenbildungsanstalt und als Lazarett.
Am 15. Januar 1947 wurde das Schloss dem Kreisvorstand der SED übereignet, der es fortan für Lehrgänge der Arbeiterhochschule, später als Kreisparteischule nutzte.
Die das Schloss geometrisch umgebenden Wassergräben und Brückenbauwerke wurden 1975 mit Schlacke verfüllt.
Zwischen dem 15. Januar 1996 und dem April 2010 war das Schloss das Provisorium des Geraer Landgerichtes, bis dieses in das neue Justizzentrum in der Innenstadt zog. Im Juli 2013 begann die Sanierung des Schlosses und dessen Außenanlagen für die Duale Hochschule Gera-Eisenach. Im Sommer 2017 wurden dort neue Seminarräume, Büros und eine Bibliothek eingerichtet und das Gebäude seither als Teil des Campus Tinz genutzt.

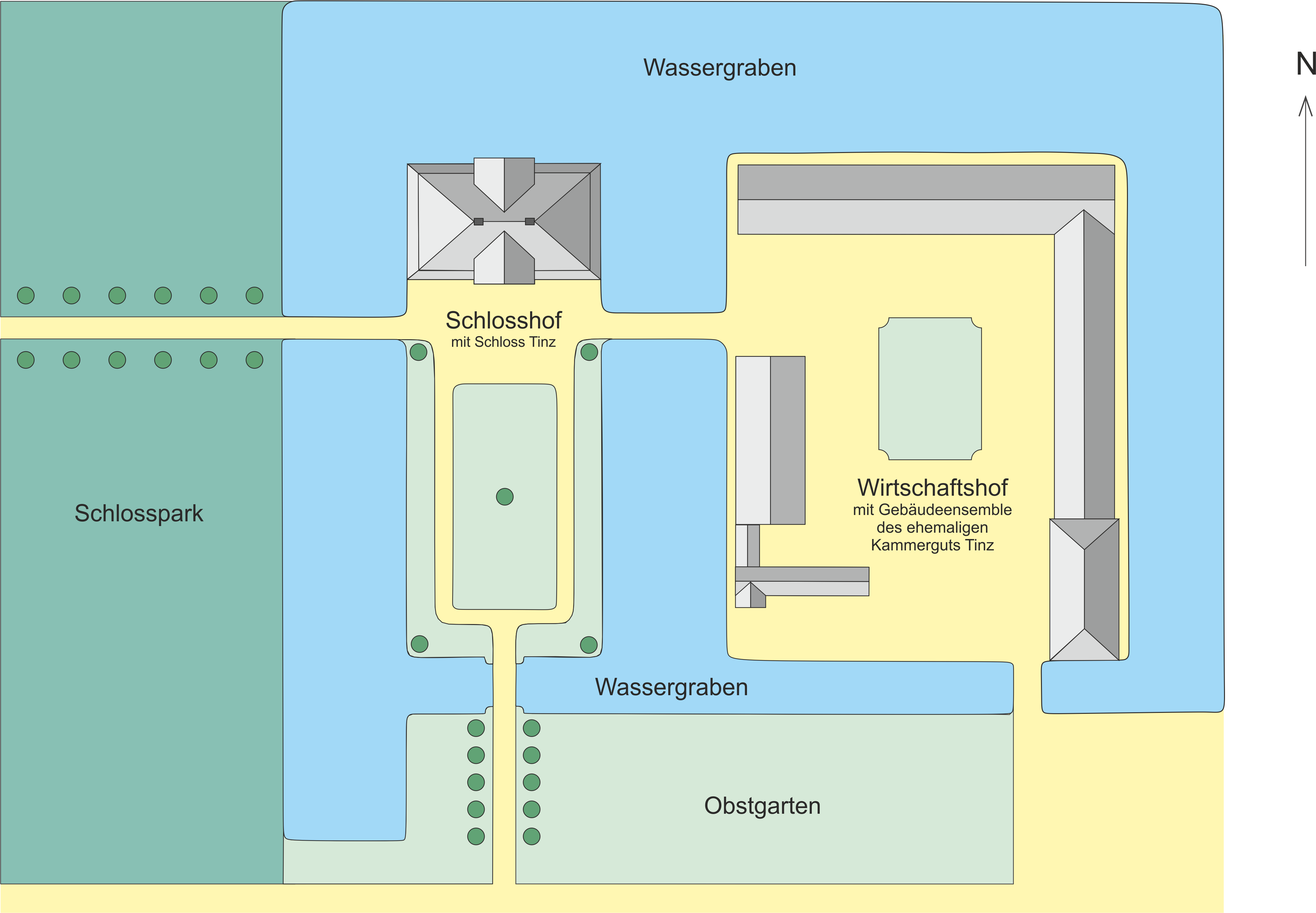
Lageplan des Tinzer Schlosses und des Kammerguts Tinz Ende des 18. Jahrhunderts

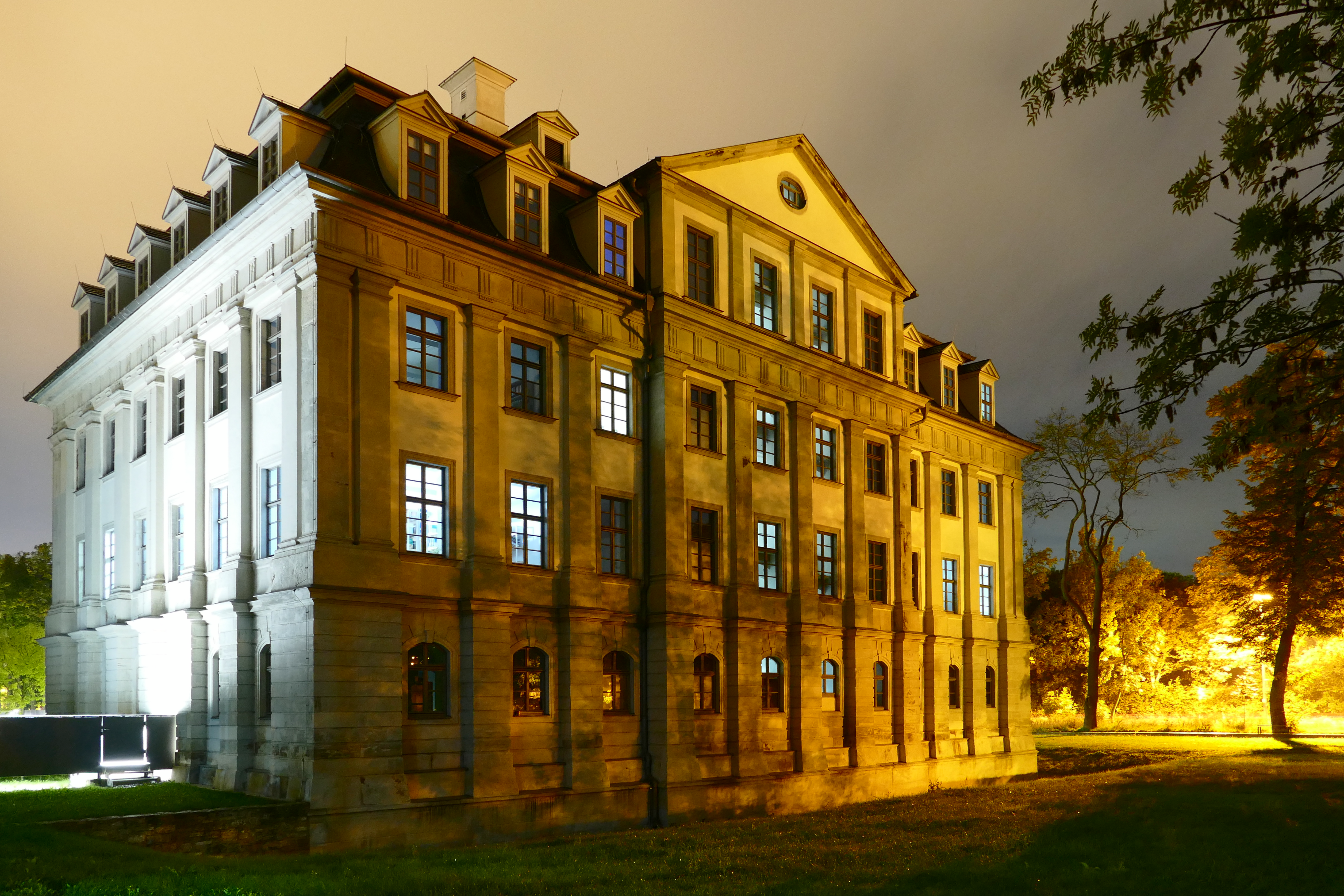
Nachtaufnahme von der Rückseite, 2022

## Architektur
Schloss Tinz wurde auf rechteckigem Grundriss als dreigeschossige, einflügelige Anlage mit Mansardwalmdach erbaut. Als Baumaterial könnten, neben Sandstein aus dem Steinbruch Falka, auch Steine der verfallenen Burgruine auf dem Hausberg zu Langenberg verwendet worden sein. Die neunachsige Südfassade mit dreiachsigem Mittelrisalit und die zehnachsige Nordfassade mit vierachsigem Mittelrisalit verleihen dem Schloss ein klassizistisches Antlitz. Die leicht aus der Bauflucht herausspringenden Mittelrisalite erhielten durch die paarigen Pilaster an der Außenseite eine besondere Betonung. Über der zweiflügeligen Eingangstür prägten Balkone und französische Fensteröffnungen im ersten Obergeschoss die sich zum Schlosshof öffnende Südfassade. In der Verdachung der mittleren Balkontür ist bis heute die Inschrift „HENRICVS XXV. SENIOR ME SIBI ATQVE POSTERIS AEDIFICAVIT“ lesbar, welche auf den Bauherren, Heinrich XXV. verweist. Zwischen Balkontür und Überdachung fand weiterhin das von Ornamentik und C-Schwung flankierte reußische und bayerische Wappen Platz. Das bayerische Wappen ist als Hinweis auf die zweite Gemahlin von Heinrich XXV., Sophie Marie, geborene Pfalzgräfin von Birkenfeld-Gelnhausen zu deuten. Von Rankwerk gerahmt ist ebenfalls das als Ochsenauge bezeichnete ovale Fenster im Dreiecksgiebel der Südfassade.
Hinter der Eingangstür befindet sich im Untergeschoss das Vestibül, dem sich das Treppenhaus an der Nordseite anschließt. In mit Kreuzgratgewölbe ausgestalteten Räumen seitlich des Treppenhauses waren früher Vorratsräume und die Schlossküche untergebracht. Dem Erdgeschoss folgt das ursprünglich für Repräsentationszwecke vorgesehene erste Obergeschoss. Diese auch als Beletage bezeichnete Ebene zeichnet sich durch eine großzügige Raumhöhe aus. Dominierender Raum des Schlosses ist der dem Treppenhaus gegenüberliegende zweigeschossige Festsaal über dem Vestibül, welcher – von außen betrachtet – hinter den drei Fenstern im Bereich des Mittelrisalits im ersten und zweiten Obergeschoss der Südfassade liegt. Der Festsaal hat eine nach drei Seiten umlaufende Galerie, welche nur über das zweite Obergeschoss zugänglich ist. Es ist anzunehmen, dass ein großes Deckengemälde den Festsaal krönte. Dieses ist jedoch nicht erhalten geblieben. Alle den Festsaal umgebenden Räume erhielten Stuckdecken mit Muscheln, Rankwerk und Kelchgehängen als Umrahmungen, wobei der nordwestliche Eckraum am prächtigsten gestaltet wurde. Im zweiten Obergeschoss befanden sich die Wohnräume der gräflichen Familie und in der Mansarde Räume für Gäste und die Dienerschaft.